# Anvillea
Anvillea é um género botânico pertencente à família Asteraceae.

## Espécies
- Anvillea australis
- Anvillea platycarpa
- Anvillea garcinii